# Автошлях Т 0215
Автошля́х Т 0215 — автомобільний шлях територіального значення у Вінницькій області. Пролягає територією Ямпільського району через Ямпіль — Велику Кісницю. Загальна довжина — 21,4 км.

## Маршрут
Автошлях проходить через такі населені пункти:
| Автошлях Т 0214   |           |
| Вінницька область |           |
| Ямпільський район |           |
| Ямпіль            | Р08Т 0202 |
| Велика Кісниця    |           |